# MYO3A
MYO3A‏ (Myosin IIIA) هوَ بروتين يُشَفر بواسطة جين MYO3A في الإنسان.